# Пітаретський монастир
Пітаретський монастир (груз. ფიტარეთის მონასტერი) — діючий чоловічий монастир XIII століття у с. Пітареті, Тетріцкаройського муніципалітету, мхаре Квемо-Картлі, Грузія. Належить до Болніської єпархії Грузинської православної церкви.
У монастирі зберігалося Євангеліє XVII століття, переписане Іесе Бедісмцерлішвілі. 

## Розташування

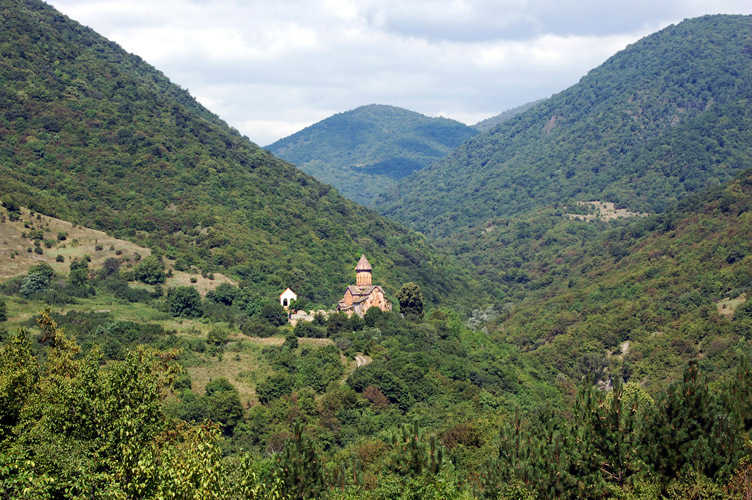
Загальний вигляд монастиря

Монастир розташований на сході Грузії, мхаре Квемо-Картлі, в ущелині річки Храмі (правий приток Мткварі), поблизу нині безлюдного села Пітареті, за 12 км на північний захід від міста Тетрі-Цкаро та за 100 км від Тбілісі.

## Історія

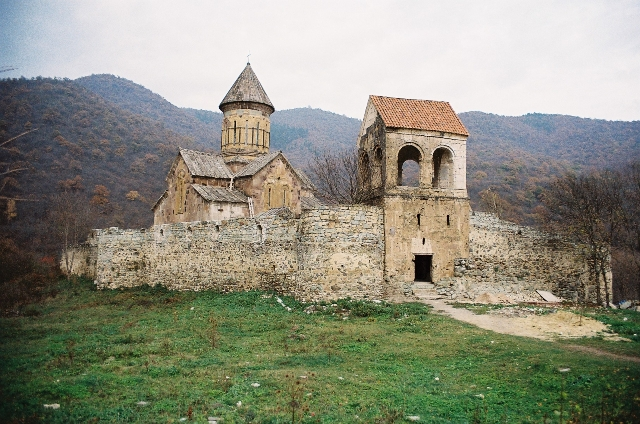

Собор Різдва Пресвятої Богородиці, вигляд з півдня

Пітаретський монастир побудований у 1213–1222 роках, за часів правління грузинського царя Лаша-Ґіорґі. Спочатку була збудована церква Різдва Пресвятої Богородиці, аміреджибом грузинського царя Лаша-Ґіорґі Кавтаром Каджіпаісдзе, одним з предків князівського роду Качібадзе-Бараташвілі. У XIV столітті на церкві з'явилася великий напис на стіні, через який, у свій час, було прийнято думати, що собор Різдва Пресвятої Богородиці — споруда саме XIV століття. Потім академік Ґіорґі Чубінашвілі дослідив ретельніше напис, і прийшов до висновку, що церкву все ж таки побудовано у XIII столітті.
Під час навали хорезмців та монголів собор частково був зруйнований. У першій половині XIV століття, під час правління царя Ґіоргі Блискучого, собор було відновлено. 
У XVII столітті монастир був відремонтований та розбудований Капланом Бараташвілі. Була зведена дзвіниця, мур навколо монастиря, винний льох (датується 1696 роком), усипальню та інші господарські споруди. 
1750 року монастир зазнав нападу лезгинів, був сильно пошкоджений, через що закрився у 1752 році. Згодом у селі Пітареті поселилися осетини, які використовували собор.
Монастир постраждав від землетрусу 1988 року. Було пошкоджено купол та перекриття собору Різдва Пресвятої Богородиці.   
У 1990-х роках осетини виїхали, переважно в Північну Осетії, село Пітареті занепало та знелюдніло. 
Наприкінці 1990-х було відновлено собор. 4 грудня, на Введення в Храм Пресвятої Діви Марії? був освячений собор. Нині святкують два престольні свята: 21 вересня («Різдво Пресвятої Богородиці») та 4 грудня (Введення в Храм Пресвятої Діви Марії).
У 2007 році Пітаретський чоловічий монастир відновив свою діяльність.

## Архітектура
Комплекс монастиря складається з собору Різдва Пресвятої Богородиці, який є центром комплексу, дзвіниці з в'їзною брамою, мура, марані (винного льоху) та инших господарських споруд. На північ від собору, на нижній терасі, зберігся ряд зруйнованих будівель. Напис на стіні однієї з них свідчить, що це марані — винний льох, побудований настоятелем монастиря Іовом у 1696 році. Дзвіниця вбудована у монастирський мур. Вона має три поверхи.
Собор Різдва Пресвятої Богородиці — хрестово-купольний, оточений муром, в плані являє собою майже правильний квадрат, 15 метрів у довжину та 13 метрів у ширину. Висота собору — 23 метри. Купол тримається на двох восьмигранних опорних стовпах та виступах апсиди. На циліндричному барабані купола розташовано 12 вікон. Вівтар з'єднується бічними дверима з невеликими приміщеннями, що закінчуються апсидами. 

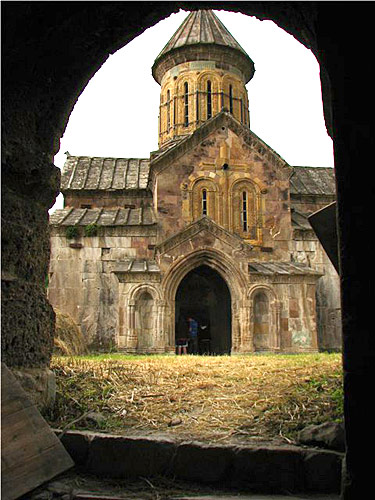
Вигляд на собор з брами у дзвіниці
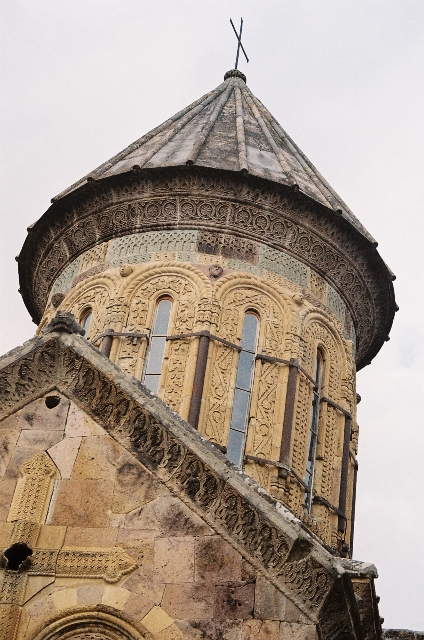
Барабан купола
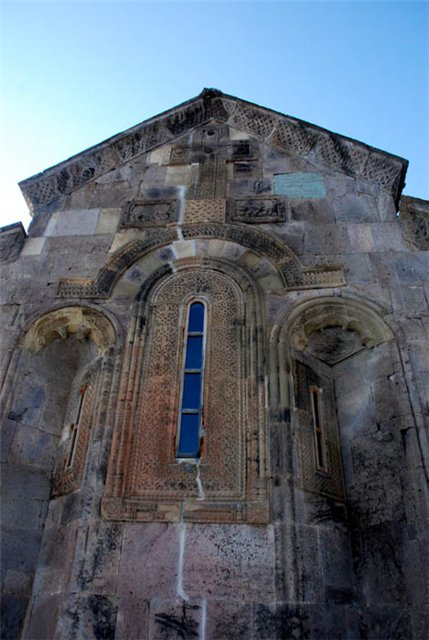
Східний фасад

## Інтер'єр
Собор Різдва Пресвятої Богородиці побудований з світлого каменя різноманітних відтінків, та прикрашений високохудожнім та різноманітним орнаментальним різьбленням, що включає рельєфні зображення святих, левів, птахів, людських голів тощо. Колись собор був весь розписаний фресками, яких нині збереглося мало, в основному на північній стіні, де частково зберігся стінопис XIII століття. 
Фасади собору облицьовані тесаним каменем, який покривають орнаменти, що налічують десятки різноманітних рослинних та геометричних мотивів..
На східному фасаді собору основні декоративні елементи зосереджені в центральній частині. Внизу розташоване велике вікно вівтаря, по обидва боки якого розташовані глибокі та високі ніші. Всі три елементи зверху об'єднує напівкругле орнаментоване навершя. Завершує всю композицію великий хрест. Біля підніжжя хреста леви, які повернені мордами до хреста, начебто стоять на його сторожі. Композицію центральної частини фасаду, по обидва боки, доповнюють вікна, які зверху — круглі, а внизу — прямокутні.
На південному фасаді два високих вікна, які оброблені колонками і широкою стрічкою орнаменту. Між вікнами високий хрест. 
Західний фасад має три отвори, які розташовані у верхній частині стіни. У центрі — багато декороване високе вікно, яке ніби вставлене в орнаментовану раму, оточену спареними джгутами та колонками. Композицію завершує велика дугоподібна брівка, яка спирається на орнаментовані шишки.
Північна фасад скромніший за інші, він має тільки одне вікно, розташоване трохи вище геометричного центру фасаду. Вікно оформлене орнаментованою широкою стрічкою та декількома ярусами колон. Над вікном невеликих розмірів брівка з шишками. Напівкругле поле брівки заповнене плетеним орнаментом. 
Вхід у собор з півдня, через портик, який акцентував центральну частину фасаду. Архівольт арки входу та бічні ніші, декоровані спареними колонами, джутами й орнаментом, створюють враження парадності.
Циліндричний барабан купола розділена на дванадцять арок з вікнами, які покриті орнаментом та мають опуклу поверхню. Над арками тягнеться широкий фриз. Всю композицію завершує подвійний карниз, суцільно вкритий орнаментом. Декор барабана купола складається з численних деталей: зображення птахів та інших тварин, які разом утворюють суцільний килим. 
В інтер'єрі собору Різдва Пресвятої Богородиці збереглося кілька надгробків з написами, що свідчить про те, що монастир був спочатку родовою усипальницею князів Качібадзе-Бараташвілі, а з 1536 року  однієї з гілок цього роду — князів Орбеліані.